# Logan Circle

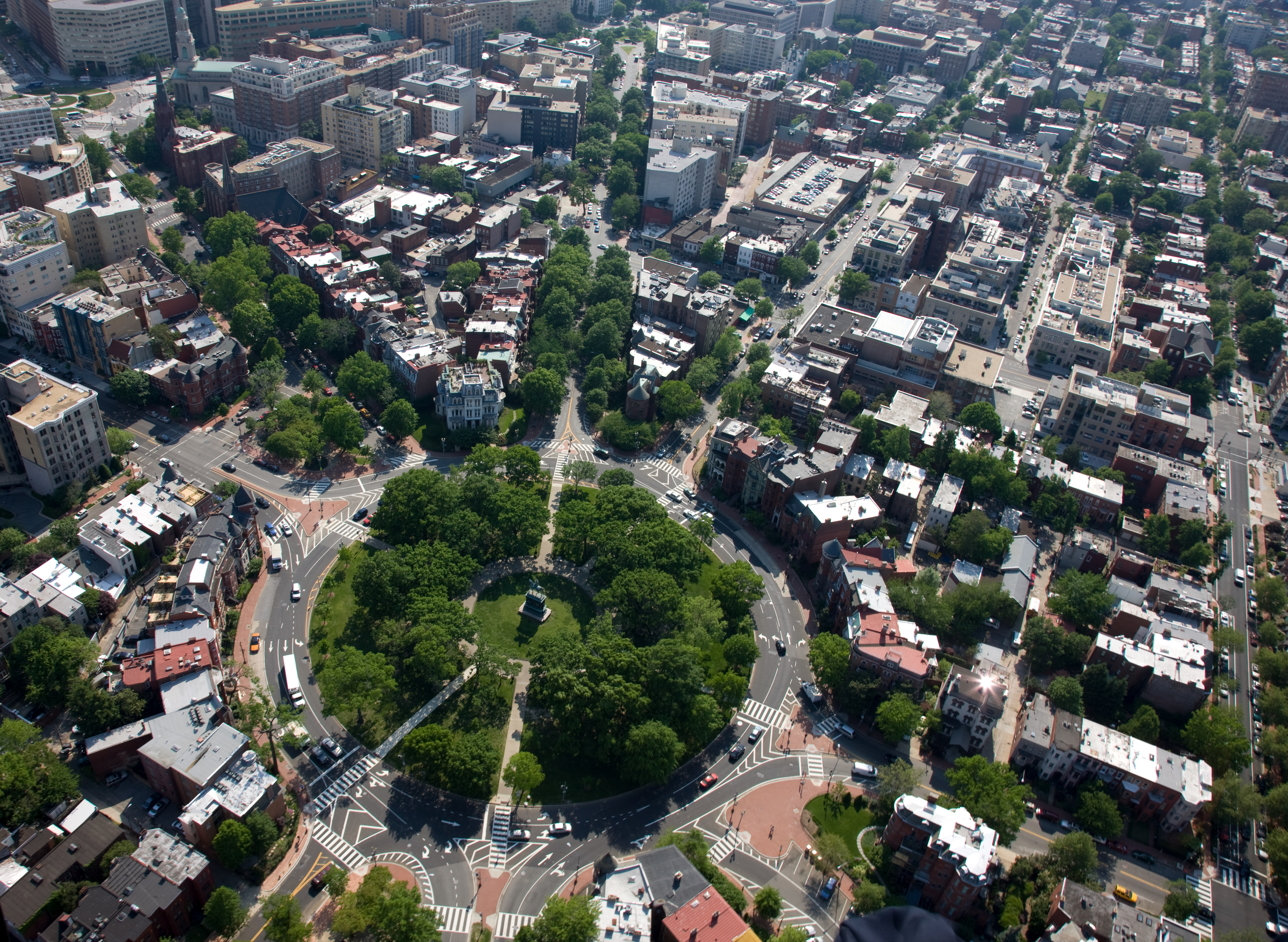
Logan Circle vanuit de lucht

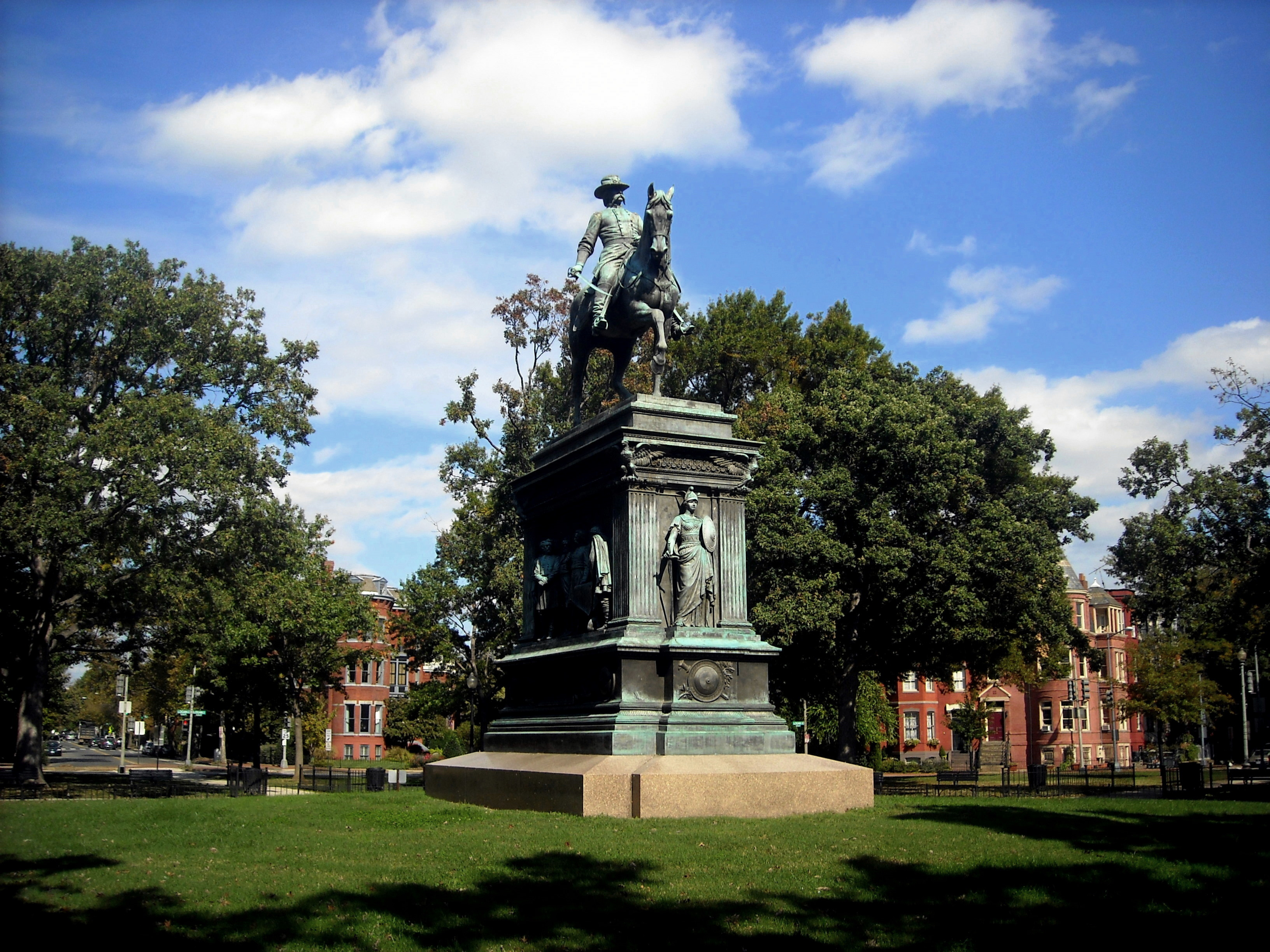
John A. Logan Monument

Logan Circle is een rotonde en plein in het centrum van Washington D.C. De rotonde vormt de kruising tussen Rhode Island Avenue en Vermont Avenue.
Logan Circle is tevens de naam van de buurt rondom het plein. De buurt bestaat uit twee historische woonwijken die genoteerd staan op de National Register of Historic Places.

## Geschiedenis
Tijdens de Amerikaanse Burgeroorlog stond aan Logan Circle het Camp Barker, een voormalige kazerne omgebouwd tot een vluchtelingenkamp voor bevrijde slaven uit de staten Virginia en Maryland. In de jaren na de Burgeroorlog werd het gebied rond de Logan Circle ontwikkeld tot een woonwijk. De straten, die ontworpen waren door Pierre Charles L'Enfant, werden beplant met iepen en omringd met Victoriaanse huizen voor de gegoede burgerij.
De naam van het parkachtige plein, oorspronkelijk Iowa Circle, werd in 1930 door het Congres veranderd ter ere van John A. Logan, generaal in de Burgeroorlog en later senator voor de staat Illinois. Logan woonde in een huis aan Logan Circle van 1885 tot zijn dood het jaar daarop. Midden op het plein, in het park, staat een monument ter ere van Logan, een bronzen ruiterstandbeeld gebeeldhouwd door Franklin Simmons. Op 9 april 1901 werd het 7,6 meter hoge monument onthuld door president William McKinley, senator Chauncey Depew en Generaal Grenville M. Dodge.